# Иодид хрома(III)
Иоди́д хро́ма(III) — неорганическое соединение, соль металла хрома и иодистоводородной кислоты с формулой CrI3, 
чёрно-фиолетовые кристаллы, 
плохо растворимые в воде, 
образует кристаллогидрат.

## Получение
- Действие паров иода на нагретый хром:

{\displaystyle {\mathsf {2Cr+3I_{2}\ {\xrightarrow {700^{o}C}}\ 2CrI_{3}}}}
- Действие иода на иодид хрома(II):

{\displaystyle {\mathsf {2CrI_{2}+I_{2}\ {\xrightarrow {500^{o}C}}\ 2CrI_{3}}}}

## Физические свойства
Иодид хрома(III) образует чёрно-фиолетовые кристаллы 
тригональные сингонии, 
пространственная группа P 3212, 
параметры ячейки a = 0,6859 нм, c = 1,988 нм, Z = 6.
Плохо растворяется в воде.
Образует кристаллогидрат состава CrI3•6H2O.

## Химические свойства
- Окисляется при нагревании на воздухе:

{\displaystyle {\mathsf {4CrI_{3}+3O_{2}\ {\xrightarrow {200^{o}C}}\ 2Cr_{2}O_{3}+6I_{2}}}}

## Физиологическое действие
Токсичен.